# Doktor Octopus
Doktor Octopus (Dr. Otto Octavious) je izmišljena osebnost in stripovski superzlobnež, ki se pojavlja v stripih ameriške založbe Marvel. Ustvarila sta ga risarja Stan Lee in Steve Ditko, prvič pa se je pojavil v stripu The Amazing Spider-Man #3 (julij 1963). Je zelo inteligenten in kratkoviden nori znanstvenik, ki ima štiri močne in trpežne lovke, ki spominjajo na lovke hobotnice, ki segajo iz njegovega telesa in jih je mogoče uporabiti v različne namene. Potem, ko se je njegov mehanski pas med laboratorijsko nesrečo nanj trajno pripel, je zašel v kriminal in prišel v konflikt s superjunakom Spider-Manom ter tako postal eden njegovih najbolj znanih sovražnikov.
Doktor Octopus se je pojavil v filmih Spider-Man 2 in Spider-Man: Ni poti domov, v obeh filmih pa ga je upodobil igralec Alfred Molina.